# Élection présidentielle vénézuélienne de 1998
L’élection présidentielle vénézuélienne de 1998 a eu lieu le 6 décembre 1998.

## Contexte
Le 4 février 1992 eu lieu une tentative de coup d'État au Venezuela menée par Hugo Chávez pour destituer le président Carlos Andrés Pérez. Chávez fut arrêté avec d'autres généraux, mais le président Pérez devenait de plus en plus impopulaire. Il dut affronter un autre coup d'État le 27 novembre 1992 avant d'être destitué par le Sénat le 21 mai 1993 pour corruption.
Le 5 décembre 1993, l'ancien président Rafael Caldera fut élu président de la République. Celui-ci dut gérer la politique menée par son prédécesseur, et mis en place l'Agenda Venezuela.
Dans les mois précédant le scrutin, des secteurs de l’armée liés à l’extrême droite envisagent un coup d’État. Le général Ruben Matias Rojas Perez, gendre du président Caldera et nommé par lui commandant en chef de l’armée en juillet 1998, avertit : « L’armée n’appuiera pas ceux qui se sont soulevés contre la république. » Les officiers supérieurs suspectés de sympathies pour Chavez sont affectés à des fonctions administratives. Le lendemain de l'élection, pour préparer son insurrection militaire, Rojas Perez rassemble les chefs de la brigade blindée (la plus puissante de l’armée) et de la brigade de parachutistes. Le projet de coup d’État est finalement abandonné sous la pression du président Caldera et du ministre de la Défense.

## Résultats
| Inscrits                 | Inscrits                 | Inscrits                           | 11 013 020 |             |  |  |
| Abstentions              | Abstentions              | Abstentions                        | 4 024 729  | 36,55 %     |  |  |
| Votants                  | Votants                  | Votants                            | 6 988 291  | 63,45 %     |  |  |
|                          |                          |                                    |            |             |  |  |
| Bulletins enregistrés    | Bulletins enregistrés    | Bulletins enregistrés              | 6 988 291  |             |  |  |
| Bulletins blancs ou nuls | Bulletins blancs ou nuls | Bulletins blancs ou nuls           | 450 987    | 6,45 %      |  |  |
| Suffrages exprimés       | Suffrages exprimés       | Suffrages exprimés                 | 6 537 304  | 93,55 %     |  |  |
|                          |                          |                                    |            |             |  |  |
|                          | Candidat                 | Parti                              | Suffrages  | Pourcentage |  |  |
|                          | Hugo Chávez              | Mouvement Cinquième République     | 3 673 685  | 56,2 %      |  |  |
|                          | Henrique Salas Römer     | Projet Venezuela                   | 2 613 161  | 39,97 %     |  |  |
|                          | Irene Sáez Conde         | IRENE                              | 184 568    | 2,82 %      |  |  |
|                          | Luis Alfaro Ucero        | Unión Republicana Democrática      | 27 586     | 0,42 %      |  |  |
|                          | Miguel Rodríguez Fandeo  | Apertura                           | 19 629     | 0,3 %       |  |  |
|                          | Alfredo Ramos            | La Causa Radical                   | 7 275      | 0,11 %      |  |  |
|                          | Radamés Muñoz León       | NR                                 | 2 919      | 0,04 %      |  |  |
|                          | Oswaldo Sujú Raffo       | FS                                 | 2 901      | 0,04 %      |  |  |
|                          | Alejandro Peña Esclusa   | Parti des travailleurs vénézuélien | 2 424      | 0,04 %      |  |  |
|                          | Domenico Tanzi           | PARTICIPA                          | 1 900      | 0,03 %      |  |  |
|                          | Ignacio Quintana         | Opinión Nacional                   | 1 256      | 0,02 %      |  |  |